# Roth (Weimar)
Roth ist der etwa 170 m ü. NN hoch gelegene, nach Einwohnerzahl drittgrößte Ortsteil der Gemeinde Weimar (Lahn) im mittelhessischen Landkreis Marburg-Biedenkopf.

## Geographie

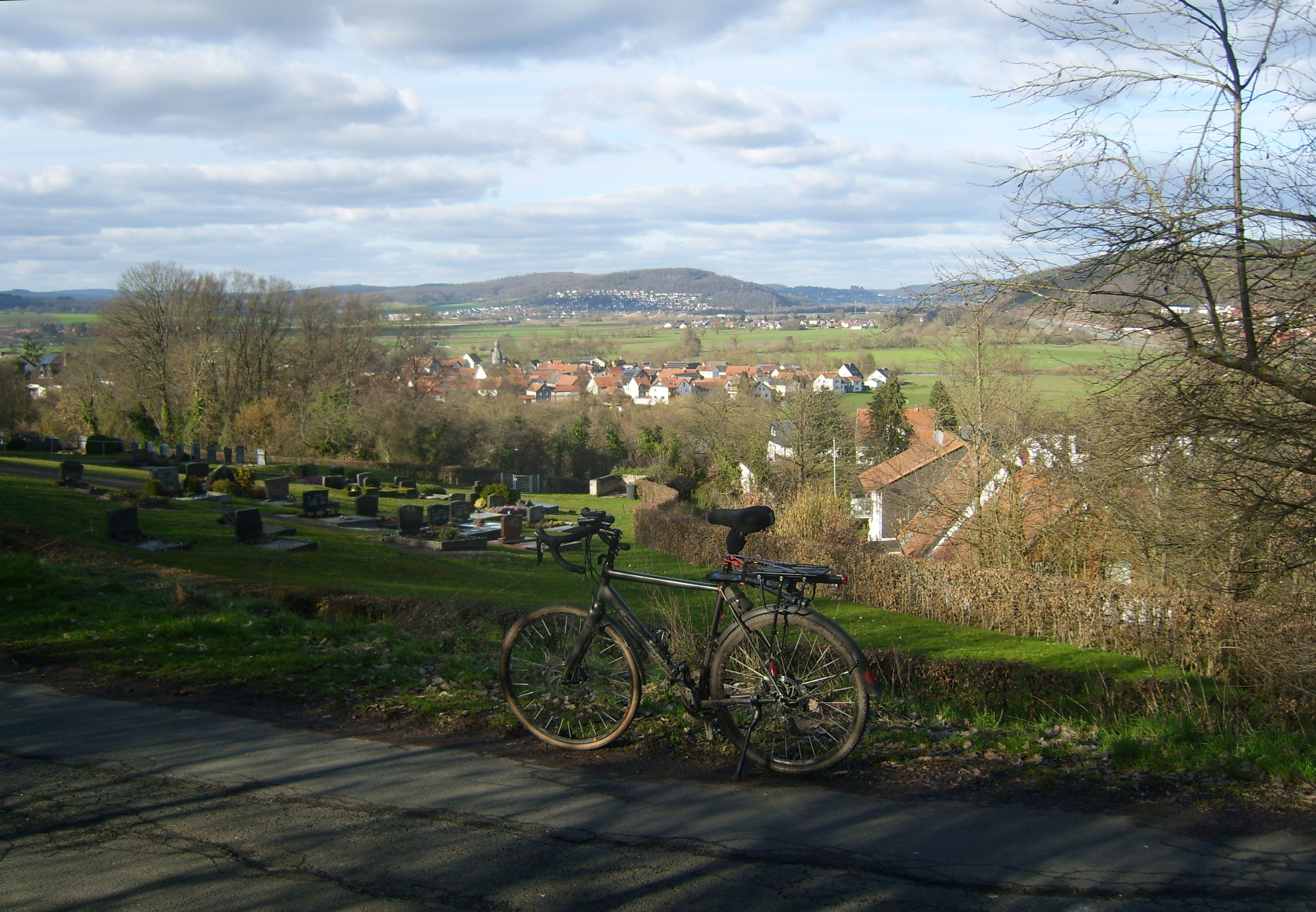
Blick vom Friedhof Roth auf dem bis 223 m hohen Geiersberg zum eigentlichen Marburger Lahntal, das durch den Weimarschen Kopf (305,4 m, zentral Hintergrund) verriegelt wird. Im halbrechten Hintergrund und ebenfalls auf dem Marburger Rücken das Marburger Schloss, rechts davon die Lahnberge mit dem Rothlauf (287,4 m). Vor dem Weimarschen Kopf Niederweimar, rechts davor Argenstein, vor dem Rothlauf Wolfshausen.

Der Ort liegt beiderseits der Lahn, wobei das alte Kerndorf westlich des Flusses liegt und durch diesen vom neueren Dorf getrennt wird. Im Westen wird das alte Dorf vom Mündungsarm Par-Allna eingerahmt, der unweit des Orts den Wenkbach und den Walgerbach aufnimmt.
Der alte Ortskern lag im Überschwemmungsbereich der Lahn. In der Anfangszeit war der Ort eine reine Arbeitersiedlung und wurde daher nach der Ernte und über die Wintermonate abgesiedelt und erst im Frühjahr nach der Schneeschmelze wieder bezogen. Erst zwischen 1928 und 1931 wurde Roth mit einem Deich gegen die regelmäßig auftretenden Hochwasser geschützt. Am Fuße des Geiersberges entstand 1996 ein modernes Bürgerhaus mit Kegelbahn und Gaststätte. 2007 drohte nach dem Bruch eines der Dämme bei einem Lahnhochwasser die Überflutung der historischen Ortsmitte. Ab der Einstiegsstelle Roth bieten mehrere Kanuanbieter Kanus zur Leihe mit Rücktransport für den landschaftlich reizvollen Lahnabschnitt an.

## Geschichte

### Ortsgeschichte
Die älteste überlieferte urkundliche Erwähnung Roths (als Rade; später auch Rotha) – gemeinsam mit dem Nachbarort Wenkbach – stammt aus dem Jahr 1302. Das Dorf lag im später Schenkisch Eigen genannten Bereich (Roth, Wenkbach, Argenstein), benannt nach den Schenck zu Schweinsberg. Es gehörte zum Besitz des Frauenstifts Essen und unterstand ursprünglich dem Fronhof des Stifts in Fronhausen, wo die Vorfahren der Schenck als Vögte dienten. Im Jahre 1524 wurde es vom Stift Essen als Mannlehen an den damaligen Vogt Johann Schenk zu Schweinsberg und damit an die Schenck zu Schweinsberg gegeben. Die Einwohner des Orts waren Leibeigene. Nach dem ersten bekannten Einkommensverzeichnis des Stifts Essen bestanden damals in Rothe bereits 15 abgabepflichtige Anwesen, darunter eine Mühle. 1616 wurde Roth Gerichtsort des Schenkisch Eigen.

#### Jüdische Bevölkerung
Im Dorf gab es einen starken jüdischen Bevölkerungsanteil. Für 1594/95 liegen erste Belege über die Anwesenheit von Juden im Schenkisch Eigen vor. 1737 lebten in Roth 13 jüdische Familien mit 54 Personen, das entsprach etwa 16 % der Gesamtbevölkerung. Seit 1738 gab es in Roth eine erste jüdische Schule und spätestens 1769 einen jüdischen Friedhof, der bis heute erhalten ist. Außerdem hatte die jüdische Gemeinde eine Synagoge. Sie wurde 1833 durch ein größeres Gebäude ersetzt, nachdem 1832 ein Brand den Vorgängerbau zerstört hatte. Im 19. Jahrhundert war Roth der Hauptsitz der Synagogengemeinde Roth-Fronhausen-Lohra. 
1933 lebten noch sechs jüdische Familien mit insgesamt 32 Personen in Roth. Während der Novemberpogrome 1938 wurde die Synagoge verwüstet, aber wegen der Brandgefahr für die angrenzenden Häuser nicht in Brand gesetzt. Im Frühjahr 1939 ging das Synagogengebäude in Privathand über und wurde fortan als Kornspeicher genutzt. Zu Zerstörungen von Anwesen und Gewalttaten gegenüber Rother Juden kam es aber nicht. Einige von ihnen konnten nach Südafrika, das Vereinigte Königreich und die USA auswandern. Im Sommer 1941 wurden ca. 20 jüdische Bürgerinnen und Bürger aus Neustadt bei den noch in Roth verbliebenen jüdischen Familien Bergenstein, Höchster, Nathan und Stern zwangsweise einquartiert. Am 8. Dezember 1941 wurden von Roth aus 22 Personen mosaischen Glaubens in der 1. Deportation vom Hauptbahnhof Marburg nach Kassel und von dort am nächsten Tag ins Ghetto Riga verschleppt. Mit der 3. Deportation am 6. September 1942 wurden die letzten 10 noch in Roth verbliebenen Jüdinnen und Juden ins Ghetto Theresienstadt zwangsumgesiedelt. Von allen überlebte nur Karl Stern.
In den 1990er Jahren kam das Synagogengebäude in den Besitz des Landkreises Marburg-Biedenkopf und wurde aufwändig saniert und fungiert seitdem als Kultursynagoge. Zur Erinnerung an die ehemaligen jüdischen Bürgerinnen und Bürger wurden in Roth bisher circa 30 Stolpersteine verlegt.

#### Hessische Gebietsreform (1970–1977)
Die die bis dahin selbständige Gemeinde Roth mit etwa 700 Einwohnern wurde im Zuge der Gebietsreform in Hessen zum 1. Juli 1972 in die Gemeinde Weimar auf freiwilliger Basis eingegliedert.  Für Roth wurde wie für die übrigen Ortsteile von Weimar ein Ortsbezirk mit Ortsbeirat und Ortsvorsteher eingerichtet.

### Verwaltungsgeschichte im Überblick
Die folgende Liste zeigt die Staaten und Verwaltungseinheiten, denen Roth angehört(e):
- vor 1567: Heiliges Römisches Reich, Landgrafschaft Hessen, Amt Marburg, Vogtei der Schenck zu Schweinsberg[9]
- ab 1567: Heiliges Römisches Reich, Landgrafschaft Hessen-Marburg, Amt Marburg, Vogtei der Schenck zu Schweinsberg[10]
- 1604–1648: Heiliges Römisches Reich, strittig zwischen Landgrafschaft Hessen-Darmstadt und Landgrafschaft Hessen-Kassel (Hessenkrieg), Amt Marburg, Vogtei der Schenck zu Schweinsberg
- ab 1648: Heiliges Römisches Reich, Landgrafschaft Hessen-Kassel, Amt Marburg, Vogtei der Schenck zu Schweinsberg
- ab 1806: Landgrafschaft Hessen-Kassel, Amt Fronhausen, Gericht Lohra
- 1807–1813: Königreich Westphalen, Departement der Werra, Distrikt Marburg, Kanton Lohra
- ab 1815: Kurfürstentum Hessen, Amt Fronhausen, Gericht Lohra[11]
- ab 1821: Kurfürstentum Hessen, Provinz Oberhessen, Kreis Marburg[12][Anm. 1]
- ab 1848: Kurfürstentum Hessen, Bezirk Marburg
- ab 1851: Kurfürstentum Hessen, Provinz Oberhessen, Kreis Marburg
- ab 1867: Königreich Preußen, Provinz Hessen-Nassau, Regierungsbezirk Kassel, Kreis Marburg
- ab 1871: Deutsches Reich, Königreich Preußen, Provinz Hessen-Nassau, Regierungsbezirk Kassel, Kreis Marburg
- ab 1918: Deutsches Reich, Freistaat Preußen, Provinz Hessen-Nassau, Regierungsbezirk Kassel, Kreis Marburg
- ab 1944: Deutsches Reich, Freistaat Preußen, Provinz Kurhessen, Landkreis Marburg
- ab 1945: Deutsches Reich, Amerikanische Besatzungszone, Groß-Hessen, Regierungsbezirk Kassel, Landkreis Marburg
- ab 1946: Deutsches Reich, Amerikanische Besatzungszone, Hessen, Regierungsbezirk Kassel, Landkreis Marburg
- ab 1949: Bundesrepublik Deutschland, Hessen, Regierungsbezirk Kassel, Landkreis Marburg
- ab 1971: Bundesrepublik Deutschland, Hessen, Regierungsbezirk Kassel, Landkreis Marburg, Gemeinde Weimar
- ab 1974: Bundesrepublik Deutschland, Hessen, Regierungsbezirk Kassel, Landkreis Marburg-Biedenkopf, Gemeinde Weimar

### Gerichte seit 1821
Mit Edikt vom 29. Juni 1821 wurden in Kurhessen Verwaltung und Justiz getrennt. Im Falle Roths war der Kreis Marburg für die Verwaltung zuständig, das Justizamt Fronhausen erstinstanzliches Gericht. Nach der Annexion Kurhessens durch Preußen 1866 wurde das bisherigen Justizamt am 1. September 1867 umbenannt in Amtsgericht Fronhausen. Das selbständige Amtsgericht Fronhausen wurde 1943 geschlossen; es wurde zunächst als Zweigstelle des Amtsgerichts Marburg weitergeführt und 1948 endgültig aufgelöst. Der Gerichtsbezirk wurde dem Amtsgericht Marburg zugeteilt.

## Bevölkerung

### Einwohnerstruktur 2011
Nach den Erhebungen des Zensus 2011 lebten am Stichtag dem 9. Mai 2011 in Roth 804 Einwohner. Darunter waren 27 (3,4 %) Ausländer.
Nach dem Lebensalter waren 114 Einwohner unter 18 Jahren, 321 zwischen 18 und 49, 222 zwischen 50 und 64 und 150 Einwohner waren älter. Die Einwohner lebten in 342 Haushalten. Davon waren 72 Singlehaushalte, 114 Paare ohne Kinder und 120 Paare mit Kindern, sowie 27 Alleinerziehende und 9 Wohngemeinschaften. In 45 Haushalten lebten ausschließlich Senioren und in 156 Haushaltungen leben keine Senioren.

### Einwohnerentwicklung
| Quelle:  | Historisches Ortslexikon                                                               |
| um 1550: | 26 Hausgesesse                                                                         |
| 1577:    | 45 Hausgesesse                                                                         |
| 1747:    | 68 Haushalte                                                                           |
| 1838:    | Familien: 75 nutzungsberechtigte, 12 nicht nutzungsberechtigte Ortsbürger, 8 Beisassen |

| Roth: Einwohnerzahlen von 1812 bis 2011 | Roth: Einwohnerzahlen von 1812 bis 2011 | Roth: Einwohnerzahlen von 1812 bis 2011 | Roth: Einwohnerzahlen von 1812 bis 2011 | Roth: Einwohnerzahlen von 1812 bis 2011 |
| --- | --------------------------------------- | --------------------------------------- | --------------------------------------- | --------------------------------------- |
| Jahr |                                         |                                         |                                         | Einwohner                               |
| 1812 | 1812                                    |                                         | 402                                     | 402                                     |
| 1834 | 1834                                    |                                         | 435                                     | 435                                     |
| 1840 | 1840                                    |                                         | 482                                     | 482                                     |
| 1846 | 1846                                    |                                         | 552                                     | 552                                     |
| 1852 | 1852                                    |                                         | 523                                     | 523                                     |
| 1858 | 1858                                    |                                         | 540                                     | 540                                     |
| 1864 | 1864                                    |                                         | 548                                     | 548                                     |
| 1871 | 1871                                    |                                         | 559                                     | 559                                     |
| 1875 | 1875                                    |                                         | 511                                     | 511                                     |
| 1885 | 1885                                    |                                         | 494                                     | 494                                     |
| 1895 | 1895                                    |                                         | 526                                     | 526                                     |
| 1905 | 1905                                    |                                         | 595                                     | 595                                     |
| 1910 | 1910                                    |                                         | 570                                     | 570                                     |
| 1925 | 1925                                    |                                         | 576                                     | 576                                     |
| 1939 | 1939                                    |                                         | 545                                     | 545                                     |
| 1946 | 1946                                    |                                         | 725                                     | 725                                     |
| 1950 | 1950                                    |                                         | 773                                     | 773                                     |
| 1956 | 1956                                    |                                         | 691                                     | 691                                     |
| 1961 | 1961                                    |                                         | 675                                     | 675                                     |
| 1967 | 1967                                    |                                         | 721                                     | 721                                     |
| 1980 | 1980                                    |                                         | ?                                       | ?                                       |
| 1990 | 1990                                    |                                         | ?                                       | ?                                       |
| 2000 | 2000                                    |                                         | 848                                     | 848                                     |
| 2005 | 2005                                    |                                         | 876                                     | 876                                     |
| 2010 | 2010                                    |                                         | 821                                     | 821                                     |
| 2011 | 2011                                    |                                         | 804                                     | 804                                     |
| Datenquelle: Historisches Gemeindeverzeichnis für Hessen: Die Bevölkerung der Gemeinden 1834 bis 1967. Wiesbaden: Hessisches Statistisches Landesamt, 1968. Weitere Quellen: LAGIS; nach 1970: Gemeinde Weimar:; Zensus 2011 |                                         |                                         |                                         |                                         |

### Historische Religionszugehörigkeit
| Quelle: | Historisches Ortslexikon                                                                                            |
| • 1861: | 472 evangelisch-lutherische, ein römisch-katholischer, 43 jüdische Einwohner. 30 Mitglieder abweichender Sekten.    |
| • 1885: | 441 evangelische (= 89,27 %), kein katholischer, 22 andere christliche (= 4,45 %), 31 jüdische (= 6,28 %) Einwohner |
| • 1961: | 643 evangelische (= 95,26 %), 32 katholische (= 4,74 %) Einwohner                                                   |

### Historische Erwerbstätigkeit
| Quelle: | Historisches Ortslexikon |
| • 1838: | Familien: 42 Ackerbau, 20 Gewerbe, 13 Tagelöhner.                                                                                     |
| • 1961: | Erwerbspersonen: 121 Land- und Forstwirtschaft, 130 Produzierendes Gewerbe, 53 Handel und Verkehr, 35 Dienstleistungen und Sonstiges. |

## Kultur und Sehenswürdigkeiten

### Bauwerke
Zu den Sehenswürdigkeiten Roths zählen die ab 1716 erbaute Kirche der lutherisch-protestantischen Gemeinde mit ihrem Wehrturm im historischen Kern des Ortes sowie die Mühle an der Lahn und die in den 1990er Jahren renovierte und als Gedenk- und Lernort dienende Landsynagoge in Roth.
Das im Sommer 2011 als Ausgleichsmaßnahme geschaffene Biotop Par-Allna mit seinen feuchten Offenlandflächen ist Rastplatz solches Milieu liebender Vogelarten und dient der Naherholung.

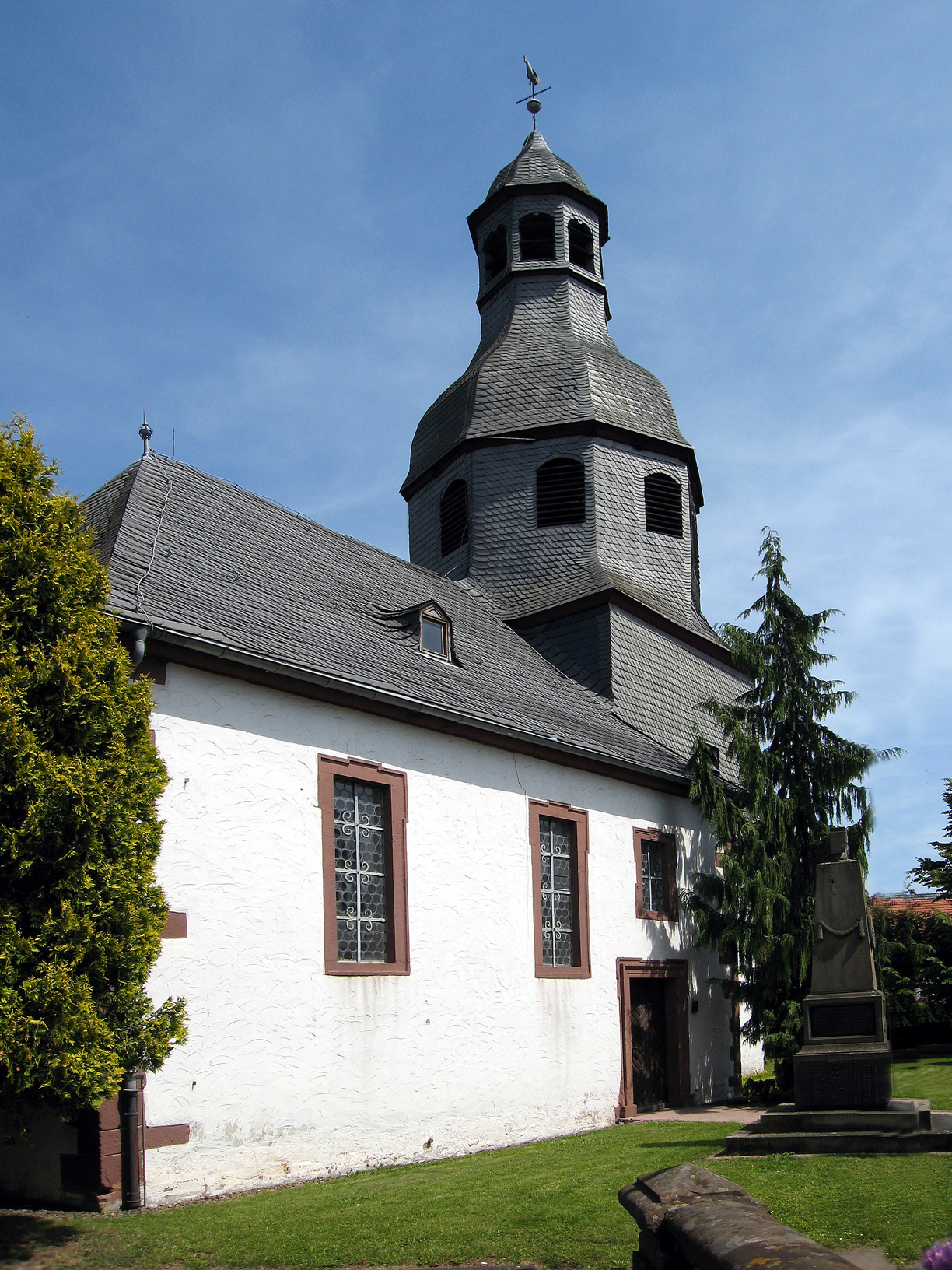
Kirche
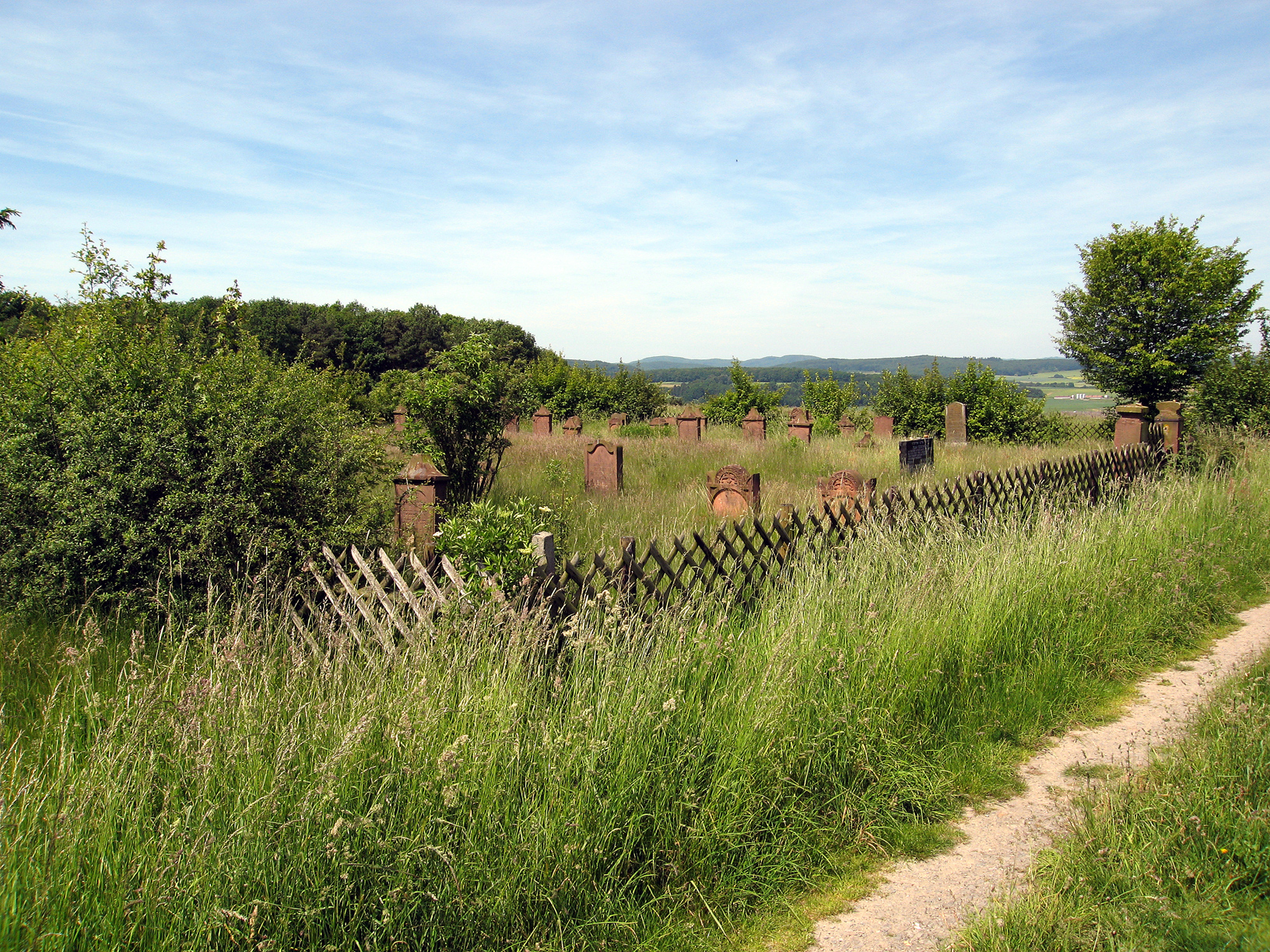
Jüdischer Friedhof
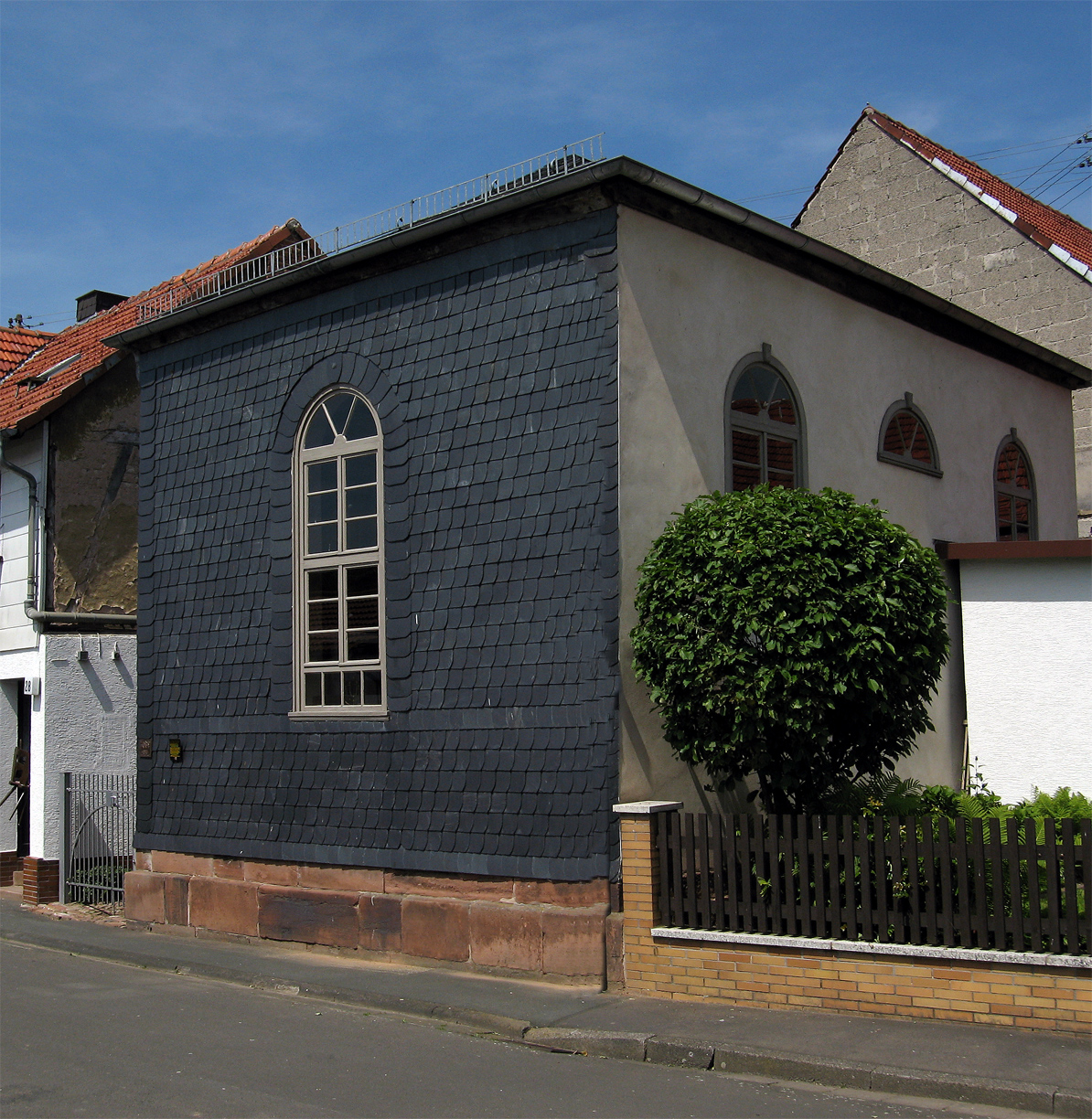
Landsynagoge Roth
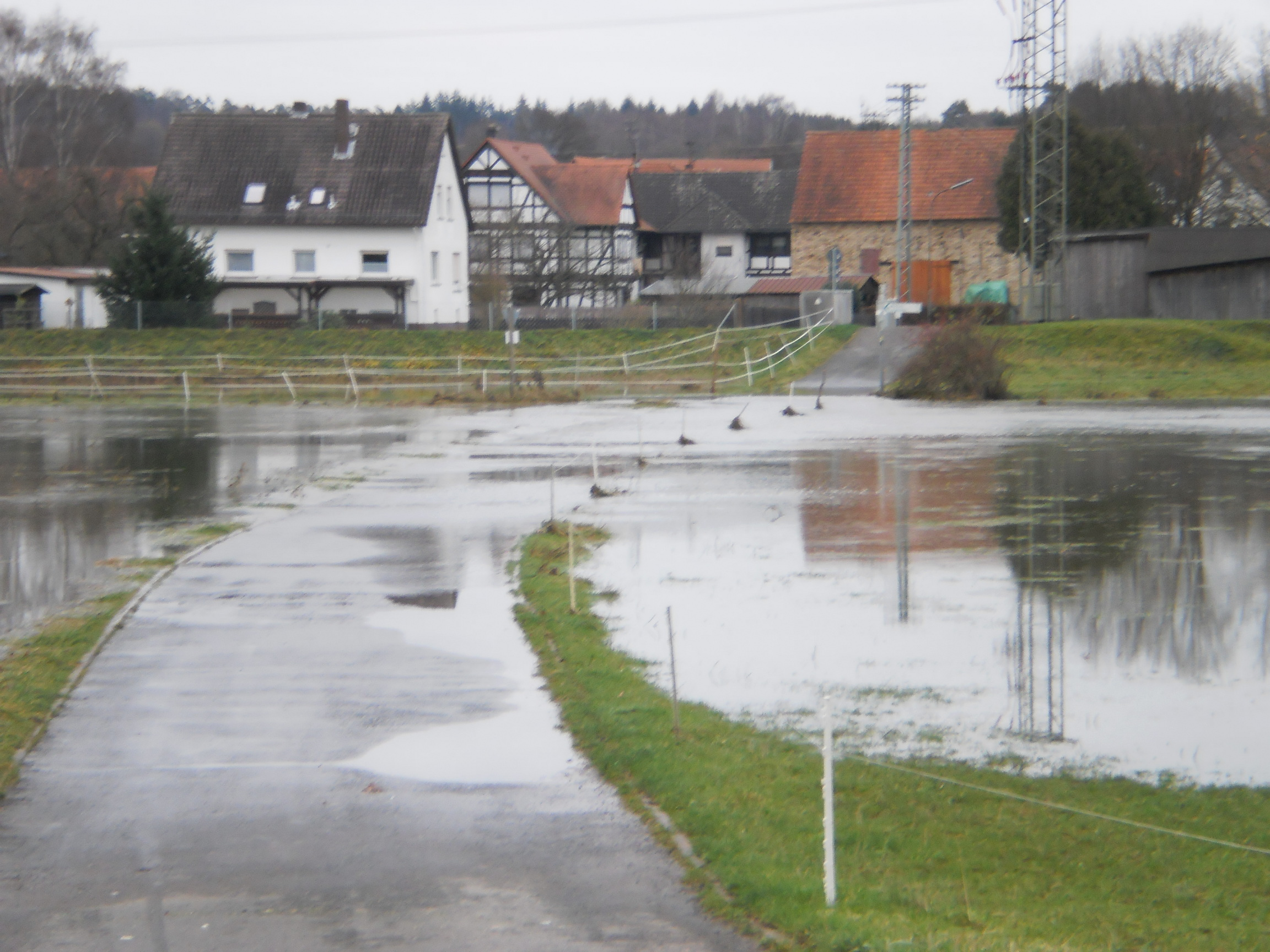
Flutmulde am Lahntalradweg bei Hochwasser
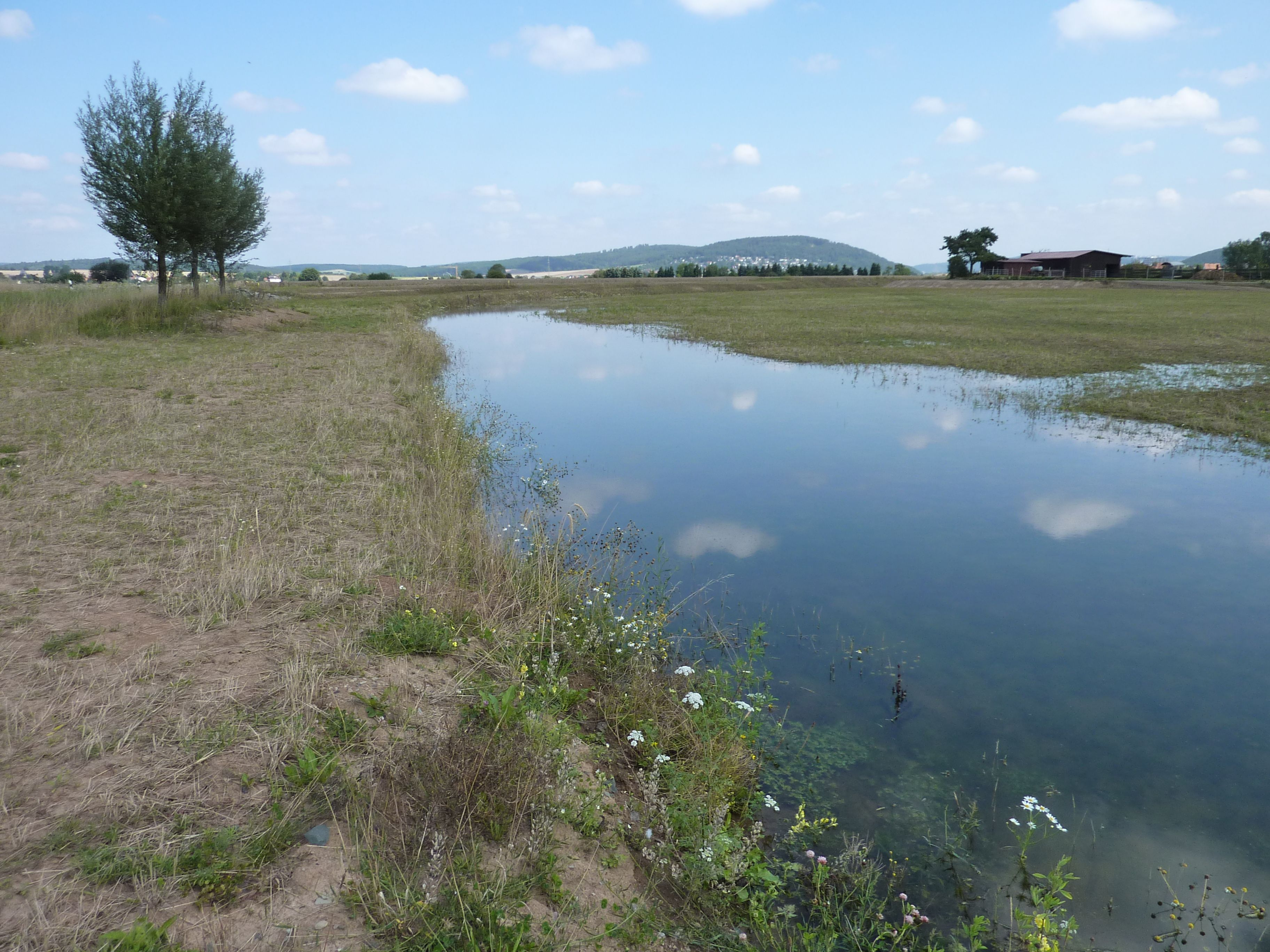
Die Par-Allna

### Vereine
Roth hat verschiedene Sport- und Kulturvereine. Der 1945 gegründete Sportclub (SC) Roth/Argenstein hat derzeit nur noch eine Gymnastikabteilung. Die Fußballabteilung hat sich nach einigen Jahren als Spielgemeinschaft mit der SG Niederwalgern/Wenkbach zum neuen Fußballverein FSG Südkreis zusammengetan. Es gibt einen Wanderverein, einen Posaunenchor, die Burschen- & Mädchenschaft Roth, den Feuerwehrverein, den Arbeitskreis Landsynagoge, den Taubenverein und den Karnevalsverein Wasserhähne Roth.

### Regelmäßige Veranstaltungen
Jährlich veranstalten die Mitglieder der Burschen- & Mädchenschaft ein Pfingstfest, eine Kirmes im Juni oder am zweiten Augustwochenende und ein Oktoberfest. Andere Vereine Roths halten kleinere Feste und Veranstaltungen ab. Der Karnevalsverein veranstaltet am Faschingswochenende eine Karnevalsveranstaltung und einen Kinderkarneval am Faschingssonntag.